# Giacomo Filippo Fransoni
Giacomo Filippo Fransoni (Genova, 10 dicembre 1775 – Roma, 20 aprile 1856) è stato un cardinale e arcivescovo cattolico italiano.

## Biografia
Di origini aristocratiche, era figlio del marchese Domenico e di Battina Carrega, nonché fratello del futuro arcivescovo di Torino Luigi Fransoni. Si allontanò dalla sua città natale assieme alla famiglia nel 1797 in seguito all'invasione delle truppe francesi, per trasferirsi a Roma. Laureatosi nel 1806, fu ordinato sacerdote nell'anno successivo.

### Carriera diplomatica

#### Delegato apostolico a Firenze, arcivescovo titolare di Nazianzo e nunzio apostolico a Lisbona
Nel 1809 divenne delegato apostolico a Firenze, dove dovette trasferirsi quando da Roma fu cacciato il governo papale. Durante la Restaurazione svolse parecchi incarichi nella gerarchia pontificia, fino alla nomina ad arcivescovo di Nazianzo in partibus infidelium (1822) e a nunzio apostolico a Lisbona (1823).

#### Cardinale di Santa Maria in Ara Coeli
Papa Leone XII lo elevò al rango di cardinale nel concistoro del 2 ottobre 1826, col titolo di Santa Maria in Ara Coeli. Membro di numerose congregazioni, fu a capo di quella de Propaganda Fide.

### Morte
Morì il 20 aprile 1856 all'età di 80 anni. È sepolto nella basilica di San Lorenzo in Lucina.

## Genealogia episcopale e successione apostolica
La genealogia episcopale è:
- Cardinale Scipione Rebiba
- Cardinale Giulio Antonio Santori
- Cardinale Girolamo Bernerio, O.P.
- Arcivescovo Galeazzo Sanvitale
- Cardinale Ludovico Ludovisi
- Cardinale Luigi Caetani
- Cardinale Ulderico Carpegna
- Cardinale Paluzzo Paluzzi Altieri degli Albertoni
- Papa Benedetto XIII
- Papa Benedetto XIV
- Papa Clemente XIII
- Cardinale Bernardino Giraud
- Cardinale Alessandro Mattei
- Cardinale Pietro Francesco Galleffi
- Cardinale Giacomo Filippo Fransoni

La successione apostolica è:
- Vescovo José Maria de Santa Anna Noronha, O.S.P.P.E. (1824)
- Cardinale Giacomo Luigi Brignole (1830)
- Vescovo Francesco Maria Icheri di Malabaila (1830)
- Arcivescovo Pierre-Dominique-Marcellin Bonamie, SS.CC. (1832)
- Vescovo Giovanni Negri (1833)
- Vescovo Dionisio-Andrea Pasio (1833)
- Vescovo Francis O'Finan, O.P. (1835)
- Vescovo Ferdinando Matteo Maurizio Bruno di Tournafort (1836)
- Vescovo Giuiseppe Angelo di Fazio, O.F.M.Cap. (1836)
- Arcivescovo Jean-Baptiste-François Pompallier, S.M. (1836)
- Arcivescovo Niccola Candoni (1837)
- Vescovo Stefano Missir (1837)
- Arcivescovo Ignatius Papasian (1838)
- Vescovo John Thomas Hynes, O.P. (1838)
- Vescovo Filippo Saverio Grimaldi (1838)
- Vescovo Giuseppe Montieri (1838)
- Vescovo Luigi Moreno (1838)
- Vescovo Henry Hughes, O.F.M. (1839)
- Cardinale Tommaso Pasquale Gizzi (1839)
- Arcivescovo Francisco Villardel, O.F.M. (1839)
- Vescovo Pio Vincenzo Forzani (1840)
- Vescovo William Bernard Allen Collier, O.S.B. (1840)
- Vescovo Giuseppe Agostino Salomoni, C.M. (1840)
- Cardinale Nicholas Patrick Stephen Wiseman (1840)
- Arcivescovo Alessandro Riccardi di Netro (1842)
- Arcivescovo Giovanni Topich, O.F.M. (1842)
- Cardinale Andon Bedros IX Hassoun (1842)
- Vescovo Giovanni Dominico Faustino Ceretti, O.M.V. (1842)
- Vescovo Edward Barron (1842)
- Vescovo Jorge de Viteri y Ungo (1843)
- Vescovo Paolo Sardi, O.F.M.Conv. (1843)
- Vescovo Luigi Giamporcaro (1843)
- Arcivescovo Felicissimo Salvini (1843)
- Vescovo Michelangelo Sorrentino (1843)
- Vescovo James Sharples (1843)
- Vescovo Michael O'Connor, S.I. (1843)
- Arcivescovo Nicolaus Murad (1843)
- Vescovo Charles Michael Baggs (1844)
- Vescovo Clemente Manzini, O.Carm. (1844)
- Vescovo Jean Baptiste Epalle, S.M. (1844)
- Arcivescovo Fedele Sutter, O.F.M.Cap. (1844)
- Vescovo Gaetano Carletti (1845)
- Vescovo Giovanni Carlo Gentili (1845)
- Vescovo Giovanni Antonio Odone (1845)
- Vescovo John Brady (1845)
- Vescovo Jean-Félix-Onésime Luquet, M.E.P. (1845)
- Vescovo Pietro Bottazzi (1845)
- Cardinale Antonio Saverio De Luca (1845)
- Vescovo Annetto Casolani (1846)
- Cardinale Guglielmo Massaia, O.F.M.Cap.. (1846)
- Vescovo Francis Joseph Nicholson, O.C.D. (1846)
- Arcivescovo Giorgio Hurmuz (1846)
- Vescovo Edoardo Hurmuz (1847)
- Vescovo Angelo Parsi, C.P. (1847)
- Vescovo John Thomas Mullock, O.F.M. (1847)
- Vescovo José María Benito Serra y Juliá, O.S.B. (1848)
- Vescovo Rudesindo Salvado, O.S.B. (1849)
- Arcivescovo Joseph Sadoc Alemany y Conill, O.P. (1850)
- Patriarca Angelo Ramazzotti (1850)
- Vescovo Girolamo Verzeri (1850)
- Arcivescovo Charles-François Baillargeon (1851)
- Cardinale Carlo Sacconi (1851)
- Vescovo Thomas Grant (1851)
- Vescovo Vincenzo Bisceglia (1851)
- Arcivescovo Giovanni Battista Arnaldi (1852)
- Vescovo Mario De Luca (1852)
- Vescovo Niccola Maria Guida (1852)
- Vescovo Pasquale de Lucia (1852)
- Patriarca Paolo Brunoni (1853)
- Vescovo Thaddeus Amat y Brusi, C.M. (1854)
- Vescovo Franciszek Stefanowicz (1855)
- Vescovo Giovanni Antonio Benini (1855)
- Arcivescovo Carlo Rivelli (1855)